# I proces moskiewski

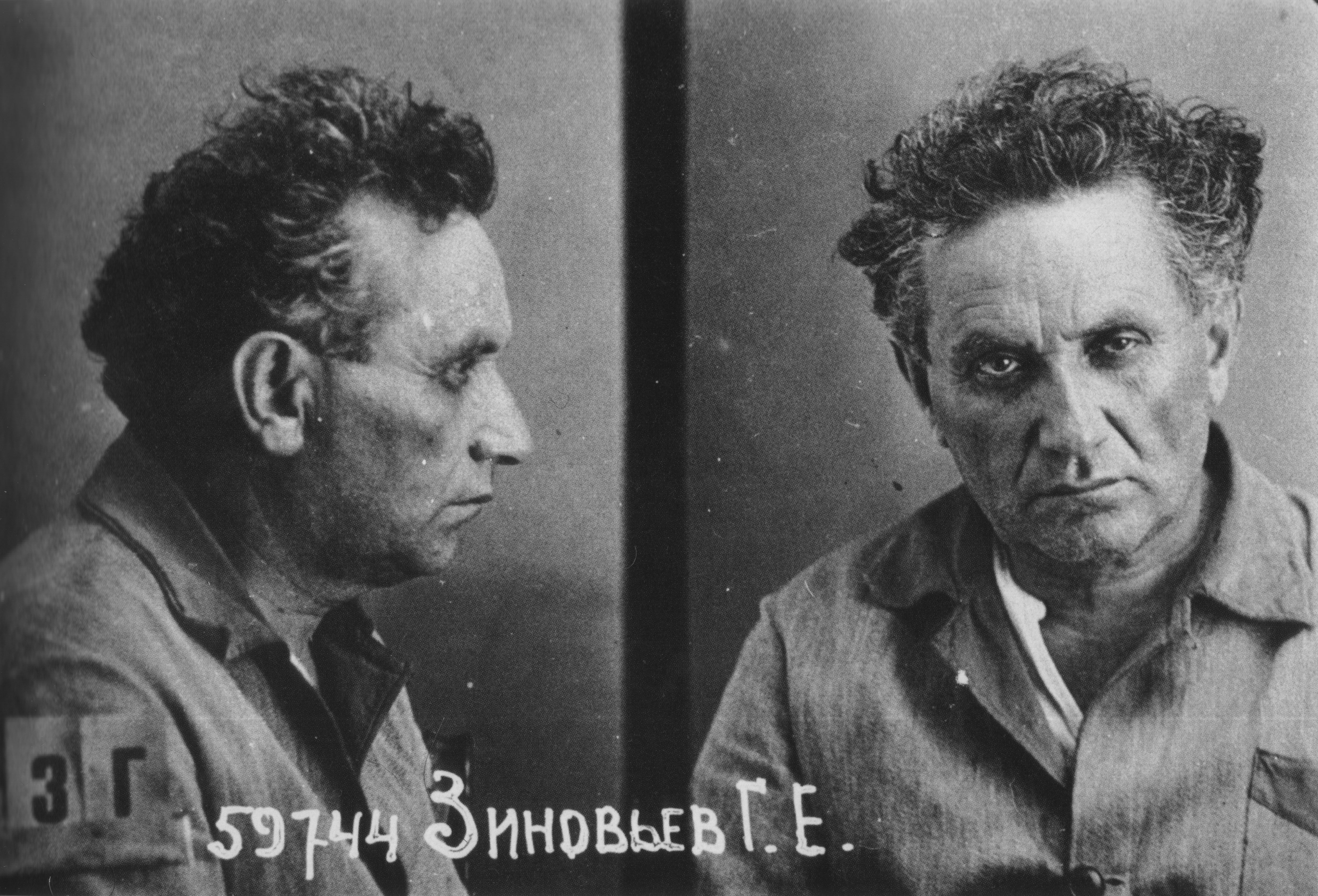
Grigorij Zinowiew po aresztowaniu przez NKWD 1936

I proces moskiewski – pierwszy z trzech procesów moskiewskich, które zorganizowano przed Kolegium Wojskowym Sądu Najwyższego ZSRR przeciwko dawnym przywódcom bolszewickim; w czasie wielkiego terroru. Proces przeprowadzono w dniach 19-24 sierpnia 1936, oskarżycielem był Andriej Wyszynski - prokurator generalny ZSRR, a przewodniczącym składu sędziowskiego gen. Wasilij Ulrich.
Pierwszy proces wytoczono tzw. terrorystycznemu, kontrrewolucyjnemu blokowi trockistowsko-zinowiewowskiemu w sierpniu 1936 roku, a głównymi wśród szesnastu oskarżonych byli Grigorij Zinowjew, Lew Kamieniew, Siergiej Mraczkowski, Grigorij Jewdokimow, Iwan Bakajew, Iwan Smirnow. Podsądnych oskarżono o organizację spisku przeciwko przywódcom partii bolszewickiej, zabójstwo Kirowa, terroryzm i planowanie zabójstwa m.in. Józefa Stalina i Klimenta Woroszyłowa. Za inspiratora i przywódcę rzekomego spisku uznano przebywającego na wygnaniu Lwa Trockiego.
Z wyjątkiem Smirnowa, wszyscy oskarżeni przyznali się do stawianych im zarzutów. Trybunał skazał każdego z oskarżonych na karę śmierci, którą natychmiast po wyroku wykonano.